# WWE No Way Out
 Der er for få eller ingen kildehenvisninger i denne artikel, hvilket er et problem. Du kan hjælpe ved at angive troværdige kilder til de påstande, som fremføres i artiklen.

No Way Out er et pay-per-view-show inden for wrestling produceret af World Wrestling Entertainment (WWE). Det er ét af organisationens månedlige shows. I 1998 og 1999 var showet dog en del af In Your House-showene, men fra 2000 blev No Way Out til ét pay-per-view-show for sig selv. 
Fra 1998 til 2009 blev showet afholdt i februar. I 2010 blev showet erstattet af Elimination Chamber, men efter et par års pause vendte No Way Out tilbage. I 2012 blev No Way Out afholdt i juni. 
I forbindelse med WWE's brand extension blev showet gjort eksklusivt til SmackDown-brandet i 2004. Siden 2007 har alle WWE's pay-per-view-shows været "tri-branded", hvilket betyder, at wrestlere fra alle tre brands (RAW, SmackDown og ECW) deltager i organisationens shows. 

## Resultater

### 2009
No Way Out 2009 fandt sted 15. februar 2009 fra KeyArena i Seattle, Washington.
- WWE Championship: Triple H besejrede Edge, The Undertaker, Big Show, Jeff Hardy og Vladimir Kozlov i en Elimination Chamber match
  - Triple H blev dermed verdensmester for 13. gang, hvilket kun er overgået af Ric Flair, der har vundet en VM-titel 16. gange.
- Randy Orton besejrede Shane McMahon i en No Holds Barred Match
- ECW Championship: Jack Swagger besejrede Finlay
- Shawn Michaels besejrede John "Bradshaw" Layfield
- World Heavyweight Championship: Edge besejrede John Cena, Rey Mysterio, Chris Jericho, Mike Knox og Kane i en Elimination Chamber match
  - Edge angreb Kofi Kingston, der oprindeligt skulle have været med i kampen, med en stol inden kampen, og Edge tog hans plads, selvom Edge er på SmackDown, og kampen ellers udelukkende bestod af wrestlere fra RAW.
  - Edge vandt kampen og dermed sin 8. VM-titel i karrieren.

| Sport | Spire Denne artikel om sport er en spire som bør udbygges. Du er velkommen til at hjælpe Wikipedia ved at udvide den. |